# باول كولر
باول كولر (بالإنجليزية: Paul Kohler)‏ (5 أغسطس 1979 في أستراليا - ) هو لاعب كرة قدم أسترالي في مركز قلب الدفاع. لعب مع نادي سيدني أوليمبيك ونيوكاسل يونايتد جتس ووولونغونغ وNorthern Fury FC ‏ وروكديل إليندين ‏ وSutherland Sharks FC ‏.

## وصلات خارجية
- باول كولر على موقع قاعدة بيانات كرة القدم.إي يو (الإنجليزية)